# Тебра
Те́бра (латыш. Tebra) — река в Латвии, правая составляющая реки Сака. Протекает по территории Южно-Курземского края. Длина реки — 69 км, площадь водосборного бассейна — 584,6 км².
Река вытекает из небольшого озера южнее населённого пункта Калвене. Течёт преимущественно в северо-западном направлении в низовьях Приморской низменности. У населённого пункта Сака сливается с Дурбе, образуя реку Сака. Долина реки глубиной 10—20 м. Много прудов. На реке Тебра расположен город Айзпуте. Основные притоки — реки Алоксте (правый) и Грабстес (левый).